# Caprorhinus inflatus
Caprorhinus inflatus är en insektsart som beskrevs av Wintrebert 1972. Caprorhinus inflatus ingår i släktet Caprorhinus och familjen Pyrgomorphidae. Inga underarter finns listade i Catalogue of Life.